# Sphecomorpha chalybea
Sphecomorpha chalybea är en skalbaggsart som beskrevs av Newman 1838. Sphecomorpha chalybea ingår i släktet Sphecomorpha och familjen långhorningar.
Artens utbredningsområde är Surinam. Inga underarter finns listade i Catalogue of Life.